# Марвелли, Альберто
Альберто Марвелли (итал. Alberto Marvelli  , 12.03.1918 г., Феррара, Италия — 5.10.1946 г., Римини, Италия) — блаженный Римско-Католической Церкви, инженер, общественный деятель, член католического движения «Католическое действие».

## Биография
Альберто Марвелли родился 12 марта 1918 года в городе Феррара. С детства участвовал в салезианском оратории, позднее вступил в католическое движение «Католическое действие». Когда Альберто Марвелли было 18 лет, он был избран председателем итальянского отделения «Католического действия». В 1941 году Альберто Марвелли закончил инженерный институт, после чего он некоторое время работал на заводе Fiat. Позднее работал учителем в средней школе.
Во время II Мировой войны участвовал в благотворительной деятельности. После немецкой оккупации Италии Альберто Марвелли спасал молодых людей от депортации, открывая закрытые железнодорожные вагоны на станции Santarcangelo, за что был арестован. 23 сентября 1944 года был освобождён из заключения и направлен на восстановительные работы.
После войны принимал активное участие в политической жизни Италии. Был избран в городской совет Римини, где состоял во фракции христианских демократов. В 1945 году вступил в «Рабочий союз», организованный итальянским политиком Луиджи Джеддой, был избран председеталем молодёжного отделения «Католического действия».
5 октября 1946 года погиб в результате дорожно-транспортного происшествия.

## Прославление
1 марта 1968 года в епархии Римини начался процесс беатификации Альберто Марвелли. В этот день его мощи были перенесены в церковь святого Августина.
В 1986 года Римский папа Иоанн Павел II объявил Альберто Марвелли слугой Божиим. 5 сентября 2004 года Римский папа Иоанн Павел II причислил Альберто Марвелли к лику блаженных.
День памяти в Католической Церкви — 5 октября.